# Juan Francisco Polo Martín
Juan Francisco Polo Martín (Madrid, 12 de abril de 1957) es profesional de la comunicación, periodista y escritor Español. Actualmente, director de Comunicación y Reputación Corporativa de Ferrovial.

## Reseña biográfica
Juan Francisco Polo Martín nació en Madrid, España. Cursó sus primeros estudios en el colegio Menéndez Pelayo, en el distrito Arganzuela de Madrid. En su juventud, le gustaba leer novelas, el rock ‘n’ roll, el fútbol, la política y jugar al futbolín.
En 1974 se matriculó en la carrera de Periodismo en la Universidad Complutense de Madrid, en la que se licenció en 1979. 
Entre 1996 y 1997 cursó Dirección de Empresas en el Centro de Estudios Económicos y Comerciales (CECO), actual ICEX España Exportación e Inversiones.
Entre 2005 y 2009 realizó su doctorado de Comunicación en la Universidad Complutense de Madrid. Su tesis, ‘La responsabilidad social corporativa de las grandes empresas españolas con presencia en América Latina: modelos de actuación’ le valió una calificación de sobresaliente cum laude.

## Trayectoria profesional
Tras la licenciatura, su carrera como periodista pasó por varios medios de prensa. Entre algunos de ellos destacan las revistas Triunfo, Opinión y Sábado Gráfico, o las revista La Actualidad Española, Ozono, El Nuevo Lunes y Noticias Médicas.
De 1986 a 1993 fue nombrado director de Comunicación de Cruz Roja Española. Durante la guerra de los Balcanes fletó y acompañó un convoy de la ONG de ayuda a los musulmanes de Bosnia.
En 1993, comienza su relación con la Junta de Andalucía, donde fue, primero, asesor de Comunicación de la Consejería de Agricultura y, posteriormente, jefe de gabinete de la Consejería de Presidencia.
En 1994 se incorpora en la agencia de relaciones públicas y comunicaciones Burson-Marsteller, ocupando el puesto de managing director. Este puesto le lleva a trabajar en Estados Unidos, y Latinoamérica, dónde permaneció hasta 2004.
En 2004, Llorente & Cuenca, consultoría global de comunicación, le ficha como director general y director de operaciones (COO) para España y Latinoamérica. Fue nombrado socio de la firma que abandonó en 2009.
Ese mismo año, en 2009, Juan Francisco se incorpora a Ferrovial como director de Comunicación y Reputación Corporativa dentro del grupo.
En el terreno académico, ha impartido clases en la Universidad Complutense de Madrid, el Instituto de Empresa, ESIC, la Escuela Internacional de Comunicación (EIC) y el Centro de Educación Superior Next (CES Next).

## Escritor y ensayista
Juan Francisco Polo tiene una faceta como escritor y ensayista, que se inicia con la publicación de La prensa humanitaria en la España contemporánea, en colaboración con José Carlos Clemente (Editorial Fundamentos, 2002). Años más tarde, publica un nuevo ensayo titulado La RSC de las grandes empresas españolas con presencia en América Latina (Editorial Fragua, 2011), en el que analiza desde un punto de vista académico la sostenibilidad de estas corporaciones. Su último ensayo es La comunicación efímera (Editorial Fragua, 2019), en que expone sus ideas respecto a las nuevas tendencias de la comunicación marcadas por la democratización de la sociedad, la desmediación informativa y el desarrollo de las nuevas tecnologías.
Dentro de estas tendencias, Juan Francisco Polo se ha posicionado ante lo que él denomina ‘periodismo de redes sociales’, señalando los retos que plantea una comunicación periodística “dominada por la instantaneidad, por la inmediatez y que se traslada a la opinión pública en tiempo real”. En opinión de este doctor en periodismo, las redes sociales no favorecen factores críticos para el periodismo tales como “contrastar la información y determinar la calidad de las fuentes”, por lo que no se puede decir que en redes sociales se haga periodismo. Su publicación La comunicación efímera, presentada públicamente por Manuel Campo Vidal, en un ensayo que recoge estas preocupaciones y su impacto en la sociedad. Aunque reconoce que estos medios digitales favorecen una influencia “más democratizada, inmediata y accesible”, también señala cómo “el ruido y el barullo” destacan “sobre la reflexión y el conocimiento”; en la misma línea de investigadores como James Williams (autor de Clics contra la humanidad) o Tristan Harris (cofundador del Center for Humane Technology).
Ese mismo año, Juan Francisco Polo, da el salto a la novela con la publicación de Unas cuantas calles (Caligrama, 2019). La narración parte de recuerdos de su adolescencia en el seno de una familia trabajadora, reflejando la vida barrial en el ambiente de cambio que se respiraba en el Madrid de los años 70.
En la novela se recogen temas como “la política, el sexo, el rock-and-roll y la libertad”, que “entraron en las venas de los españoles”, asuntos que el autor plasmaba en publicaciones como Ozono, la revista de contracultura que empezó su andadura tras la muerte del dictador. Se trata de una novela coral, con multitud de personajes que entran y salen de una acción desarrollada a lo largo de 24 frenéticas horas.
Ella (Círculo Rojo, 2021) representa el segundo relato de su autor. Se trata de una narración en la que a lo largo de casi una cincuentena de estampas describe la personalidad y la vida de “una mujer viajada, madura, coqueta y liberal”. Narrada en primera persona describe la relación iniciada por el autor con una mujer en el ecuador de sus vidas. Es un retrato del mundo femenino escritor por un autor enamorado de su personaje.

### Libros y contribuciones
- La prensa humanitaria en España contemporánea (1870-1989) (2003), Editorial Fundamentos. Juan Francisco Polo Martín y 21. ISBN 10: 8424509552, ISBN-13: 9788424509552
- La comunicación efímera (2019), Fragua Comunicación. ISBN-10: 8470748386, ISBN-13: 978-8470748387
- Unas cuantas calles (2019), Caligrama. ISBN-10: 8417984194, ISBN-13: 978-8417984199

### Tesis doctoral
- La responsabilidad social corporativa de las grandes empresas españolas con presencia en América Latina: modelos de actuación (2009).